# Adolphe-Alexandre Martin
Adolphe-Alexandre Martin (París, 27 de septiembre de 1824 - 1896, fue un pionero de la fotografía y el inventor del ferrotipo en 1853. Fue profesor de física en el colegio Santa-Barba y miembro de la Sociedad francesa de fotografía de 1855 a 1896. Vivió en Courseulles-sur-Mer y en París.

## Biografía
Nació en 1824 en París. Ya de muy joven, desarrolló una gran fascinación por el mundo de la fotografía y se convirtió en un fotógrafo amateur. Más tarde, mientras hacía de profesor de física y química a la universidad parisiense College Sainte-Barbe, Martin aconteció miembro del comité de Royal Photographic Society. Con el título de doctor en física y química, Martin llevó a cabo varios experimentos de laboratorio en relación con la luz, siguiendo su maestro de física Jean-Bernard-Leon Foucault. El profesor Foucault recibió una gran expectación internacional al descubrir, dejando caer un péndulo desde la cúpula del Panteón de París, como la Tierra gira sobre su eje. El doctor Martin ayudó el doctor Foucault en la construcción del Gran Telescopio del Observatorio de París.
Durante este periodo, Martin también estuvo trabajando, de manera independiente, en la modificación del proceso fotográfico de ambrotipos diseñado por el inglés Frederick Scott Archer. En su variación de la técnica del col·lodió húmedo, el doctor Martin puso un barniz protector transparente sobre el negativo, que primeramente había aplicado al vidrio y después a una placa metálica. Posteriormente, aplicó un barniz acolorat sobre el negativo, que no tan sólo protegía la imagen sino que también la convertía químicamente de negativa a positiva. Esta variación de la técnica se dio a conocer como ferrotipo (tintype).
El 18 de abril de 1853, Adolphe-Alexandre Martin compartió su emocionante descubrimiento en un diario que envió a la Academia de Ciencias de Francia. En este, el doctor Martin explicaba que su objetivo original no era sólo el de crear una imagen fotográfica, sino el de ayudar el grabador en su trabajo a la hora de reemplazar los dibujos de los artistas. Por este motivo, en un principio Martin se decantaba más para utilizar placas hechas de materiales más fácilmente gravables, como la madera, lo cobro, el acero, y no el hierro, que había acontecido el material preferido por los fotógrafos. Cómo que la imagen sería destruida después de la grabación, Martin propuso que segunda imagen fuera producida sobre vidrio para que el diseño pudiera ser vuelto a usar en un futuro como referencia.
El doctor Martin reconoció enseguida las extensas posibilidades de uso de la técnica del ferrotip. Por ejemplo, las imágenes en placas de vidrio no eran fácilmente transportables y, en cambio, las imágenes compuestas sobre metal o cartón sí que lo eran. Los descubrimientos de su investigación fueron publicados a La Lumiere, y tuvieron un gran eco por todo el mundo. El versátil ferrotipo inventado por Martin fue muy popular gracias a los retratos que permitía realizar, baratos y de calidad, que hicieron que la fotografía dejara de limitarse a los estudios y saliera al exterior, sobre todo durante la guerra. De hecho, muchos de los retratos que se hicieron durante esta se hicieron mediante la técnica del ferrotip.
En agradecimiento por sus contribuciones y su esfuerzo, Adolphe-Alexandre Martin fue nombrado Caballero de la Legión de Honor, la condecoración por méritos más prestigiosa de Francia, en 1870. Martin moriría en 1896, pero su técnica del ferrotipo continuaría siendo utilizada en todo el mundo durante gran parte del siglo XX.